# Kent Lundgren
Kent Roger Lundgren, född 4 maj 1937 i Lundby församling, Göteborgs och Bohus län, död 16 augusti 2014 i Backa församling, Västra Götalands län, var en svensk politiker (miljöpartist) och systemanalytiker. Han var riksdagsledamot 1988–1991.

## Biografi
Kent Lundgren arbetade som systemanalytiker och valdes in i riksdagen i valet 1988. Han var ledamot i justitieutskottet 1988–1990 samt suppleant i lagutskottet 1988–1990. Lundgren avled 2014 i Backa församling.
1990 föreslog Lundgren i tv att en del brottslingar skulle avtjäna sitt straff med fotboja och att det skulle finnas dödligt gift i bojan som skulle injiceras så fort den dömde rörde sig utanför sitt tillåtna område.

## Familj
Lundgrens far, Helmer Lundgren (1914–1979), spelade allsvensk fotboll för Gais på 1930- och 1940-talet.